# Терстон (Охајо)
Терстон (енгл. Thurston) град је у америчкој савезној држави Охајо.

## Демографија
По попису из 2010. године број становника је 604, што је 49 (8,8%) становника више него 2000. године.
| Група             | 2000.       | 2010.       |
| Белци             | 532 (95,9%) | 571 (94,5%) |
| Афроамериканци    | 1 (0,2%)    | 0 (0,0%)    |
| Азијати           | 2 (0,4%)    | 1 (0,2%)    |
| Хиспаноамериканци | 1 (0,2%)    | 8 (1,3%)    |
| Укупно            | 555         | 604         |